# Ignazio Panzavecchia
Ignazio Panzavecchia, máltai nevén Injazju Panzavecchia (Isla, 1855. november 21. – 1925. augusztus 20.) máltai pap, politikus, a Hazafias Bizottság és a Máltai Politikai Unió alapítója. Ő számít az első választott máltai miniszterelnöknek, bár papként nem lépett hivatalba.

## Életútja
1855-ben született Sengleában Liborio Panzavecchia és Katarina Cuschieri fiaként. 1879. december 20-án szentelték pappá. Kezdetben a sengleai Dar St. Anna betegotthon vezetője, 36 évesen a kormányzatban az egyház képviselője lett (1891-92). Már ekkor tiltakozott a polgári esküvő intézménye ellen. Az olasz kultúra csodálója volt, amelyben Málta és Európa latin kultúrájának alapját látta. Egész politikai pályája alatt egy liberális alkotmányért harcolt, 1910-ben megalapította a Hazafias Bizottságot (Comitato Patriotico), amely Enrico Mizzi britellenes küzdelmét folytatta. 1919-től aktívan részt vett a nemzetgyűlés (Assemblea Nazzjonali) munkájában. Az 1921-es első szabad választások előtt megalapította a Máltai Politikai Uniót (Unione Politica Maltese, UPM) a katolikus értékek, a nemzeti kultúra és az alkotmányos jogok érvényesítéséért. A párt megnyerte a választásokat, ám Panzavecchia - pap lévén - nem vállalta a miniszterelnökséget, helyette Joseph Howard lett Málta első miniszterelnöke. Panzavecchia haláláig részt vett a szenátus munkájában, és vezette a Politikai Uniót.
Emellett a vallettai Szent János társkatedrális kanonokja volt. Ritka, történelmi máltai érmékből álló gyűjteményét az államra hagyta. 70 évesen halt meg, az mdinai Szent Pál társkatedrálisban van eltemetve.